# 新井昌一
新井 昌一（あらい しょういち、1925年6月25日 - 2012年9月26日）は、日本の実業家。全国共済農業協同組合連合会(全共連)会長、全国共済農業協同組合連合会初代経営管理委員会会長群馬県出身。

## 経歴
旧制高崎中学校卒業。
高崎市農協代表理事組合長を務め、群馬県農協中央会会長、JA群馬信連経営管理委員会会長、JA全農群馬県本部運営委員会会長、全共連群馬運営委員会会長、JA群馬厚生連代表理事会長を歴任。
ライフアドバイザーの強化や地域住民への普及活動などを効果的に展開し、4年連続で推進目標を達成するなどの実績を上げる。
1987年には黄綬褒章を受章。
1999年に全共連会長に就任。2000年4月には都道府県共済連との一斉統合を行うという大きな組織改革を実現した。
2002年には全共連の初代経営管理委員会会長に就任した。
その他にも、農協共済総合研究所(現：JA共済総合研究所)理事長、群馬県収用委員会委員、群馬県経済農業協同組合連合会会長、共栄火災海上保険取締役・名誉顧問、群馬県食肉卸売市場社長、群馬県牛乳販売農業協同組合連合会会長、全国共済農業協同組合連合会代表理事会会長、全国農業協同組合連合会群馬県本部運営委員会委員長、群馬県食肉公社社長、農林放送事業団理事、農協共済中伊豆リハビリテーションセンター理事長を務めた。
2004年秋の叙勲で旭日重光賞を受章。
2012年9月26日、肺炎のため87歳で死去した。

## 人物・交友
群馬県選出で、第71・72・73代内閣総理大臣の中曽根康弘とは古くからの付き合いで、中曽根康弘後援会総連合会会長も務めた。
また、農林省官房長、食糧庁長官、農水次官、農水相などを歴任した大河原太一郎とは同郷で強いつながりがあった。